# پی¹ خرس بزرگ
پی¹ خرس بزرگ یک ستاره است که در صورت فلکی خرس بزرگ قرار دارد.